# Ken Tovo

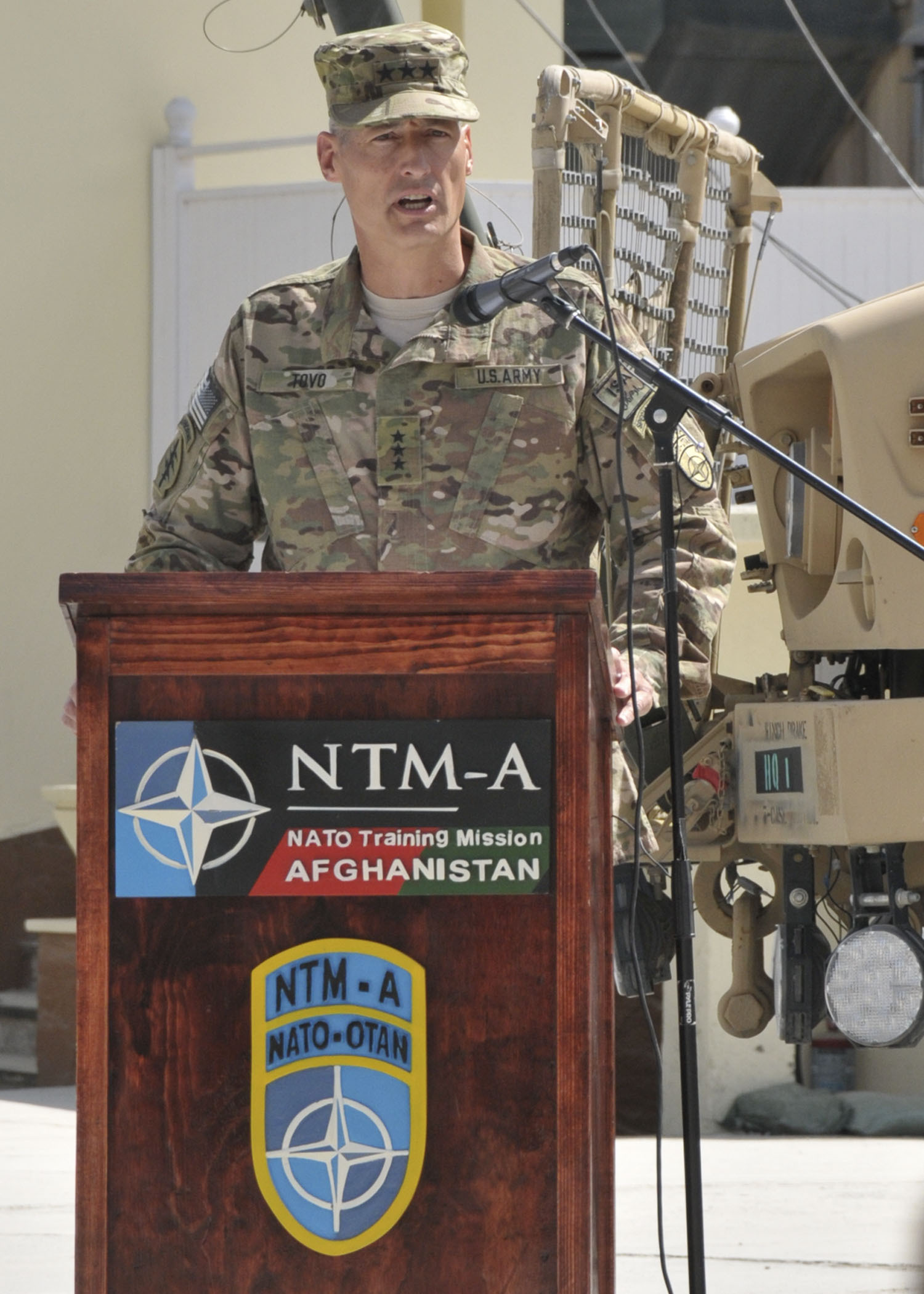
Ken Tovo spricht während einer Kommandoübergabezeremonie im Camp Eggers in der er Kommandeur der Combined Security Transition Command-Afghanistan und des NATO Training Mission-Afghanistan wurde.

Kenneth „Ken“ Tovo (* 21. März 1961) ist ein pensionierter Generalleutnant der US Army. Er war vor seiner Verabschiedung im Jahr 2018 vom Militär zuletzt Kommandeur des United States Army Special Operations Command (USASOC). Tovo hat nach seinem Ausscheiden eine Beraterfirma gegründet.

## Leben
Tovo verpflichtete sich 1983 bei der Army und wurde 1984 dem 508th Infantry Regiment beigeordnet. 1985 bis 1987 wechselte er zum 504th Parachute Infantry Regiment. Zwischen 1987 und 1989 bekam er eine Ausbildung, um bei den Special Forces (USASFC) zu dienen. Er kam 1989 zu der 10th Special Forces Group und wurde im Zweiten Golfkrieg in der Türkei eingesetzt (Operation Desert Storm und Operation Provide Comfort). Während der 1990er Jahre wurde seine Einheit für Missionen in Bosnien und Herzegowina eingesetzt. Tovo stand von 2001 bis 2003 dem 3. Battalion der 10th Special Forces Group vor und war dabei Teil der Operation Viking Hammer. Nachdem er kurz beim United States Special Operations Command (USSOCOM) im Stab diente und seinen Master in Strategic Studies am United States Army War College machte, wurde er zum Kommandeur der 10th Special Forces Group ernannt. 2008 wurde er zum stellvertretenden Kommandeur des United States Special Operations Command Europe ernannt.
Am 15. Juli 2008 wurde er zum Brigadegeneral ernannt und wurde daraufhin im April 2009 zum Unterstützenden Kommandeur der 1st Armored Division ernannt. Am 9. Mai 2011 wurde er zum Kommandeur des United States Special Operations Command Central (SOCCENT) und war damit für viele Einsätze der Spezialeinheiten im Gebiet des United States Central Command (CENTCOM) verantwortlich. In dieser Zeit leitete er unter anderem eines der größten Manöver auf dem Gebiet des CENTCOM, Eager Lion 12. Die Ernennung zum Major General erlangte er am 27. Juli 2011. Gleichzeitig mit seiner Ernennung zum Generalleutnant im Januar 2013 wurde er Kommandeur des Combined Security Transition Command-Afghanistan und des NATO Training Mission-Afghanistan. Am 18. Juli 2013 wurde er zum Stellvertretenden Kommandeur des SOUTHCOM ernannt. Tovo wechselte am 1. Juli 2015 als Kommandeur zum USASOC, welches er bis zum 8. Juni 2018 führte.
Tovo gründete zusammen mit seiner Frau nach dem Ausscheiden die Beraterfirma DOL Enterprises, Inc. welche er als Geschäftsführer und Präsident führt. Der ehemalige General berät andere Firmen in Strategischer Planung, Risiko Management und Effiziente Organisation. Außerdem ist er in verschiedenen Vorstände vertreten.

## Privat
Tovo hat eine Frau Suzanne, zusammen haben sie zwei Söhne. Einer, welcher auch im 1st Special Forces Command (Airborne) dient, und ein zweiter, welcher als Englischlehrer an einer High School arbeitet.

## Auszeichnungen
Auswahl der Dekorationen, sortiert in Anlehnung der Order of Precedence of Military Awards:
- Defense Superior Service Medal
- Legion of Merit
- Bronze Star

## Tribut
Die Tovo Medical Clinic in Halabja, Irak ist nach ihm benannt.

## Veröffentlichungen
- FROM THE ASHES OF THE PHOENIX: LESSONS FOR CONTEMPORARY COUNTERINSURGENCY OPERATIONS (PDF; 77 kB)
- Special Forces’ Mision of the Future